# 沈阳市医院列表
本表列出今沈阳市境内各级各类医疗机构。
- 中国医科大学附属第一医院（医大一院，由原福建长汀福音医院和南满洲铁道株式会社奉天医院合并而成）
- 中国医科大学附属盛京医院（医大二院，暨盛京医院南湖院区，原医大三院改为盛京医院滑翔院区）
- 中国医科大学附属第四医院（医大四院，北院区为原沈阳铁路局中心医院，南院区为原沈阳铁路局沈阳医院）
- 辽宁省人民医院
- 中国人民解放军沈阳军区总医院（陆军总院）
- 中国人民解放军第二零二医院
- 中国人民解放军第四六三医院
- 辽宁省肿瘤医院
- 辽宁省金秋医院
- 辽宁中医药大学附属医院
- 沈阳医学院奉天医院 （沈阳市中心医院，市八院）
- 沈阳市第一人民医院 （沈阳脑科医院）
- 沈阳医学院沈洲医院（市二院，沈医二院）
- 沈阳市红十字会医院（市三院）
- 沈阳市第四人民医院
- 沈阳市第五人民医院
- 沈阳市第六人民医院（沈阳市传染病院）
- 沈阳市第七人民医院（沈阳市皮肤病医院）
- 沈阳市第九人民医院（沈阳市职业病院）
- 沈阳市骨科医院
- 沈阳市胸科医院（市十院）
- 沈阳市肛肠医院
- 中国人民武装警察部队辽宁省总队医院